# Continuant
Een continuant is een incomplete klank van het spraakkanaal. Dit houdt in dat er geen volledige sluiting van de mond plaatsvindt.
Alle medeklinkers die lang kunnen worden aangehouden zonder dat hun kwaliteit verandert, worden continuanten genoemd: onder meer de meeste liquidae behoren tot deze groep. De /l/ wordt beschreven als laterale continuant: deze klank wordt gearticuleerd doordat lucht aan de zijkanten van de tong ontsnapt. De /r/ is eveneens een continuant, maar dan een rolklank of tremulant.
Andere continuanten zijn de fricatieven en de approximanten bij de medeklinkers en alle klinkers.
De tegengestelde klankencategorieën, de antoniemen, zijn de obstruenten en stopklanken waaronder de plosieven, affricaten en nasale medeklinkers worden gerekend.